# Low Cost Raiders
Low Cost Raiders è un album del gruppo musicale Dublinerz, formato dagli MC Bassi Maestro, Supa e Lord Bean, pubblicato nel 2008 dalla Vibrarecords.

## Descrizione
Il titolo deriva dal fatto che è nato in un periodo in cui il trio si dedicava a viaggi low cost per tutta l'Europa, ad esempio Top Kapi è ispirata da Istanbul e la base è stata realizzata campionando un muezzin turco,, mentre Top Secret è stata realizzata in Russia. Il nome deriva dal fatto che la prima tappa è stata Dublino, che caratterizza anche la copertina realizzata da Bean, che ricorda un classico sottobicchiere da birra.
Le produzioni sono tutte affidate a Bassi Maestro, e le uniche collaborazioni sono con DJ Double S e DJ Ronin degli Huga Flame. Dopo l'uscita del disco è stato reso disponibile per il download gratuito un brano intitolato Tutti quanti Rmx, sulla base di Tutti quanti contenuto nel disco. Sulla traccia rappano in 10 minuti circa 20 MC italiani, compresi Don Joe e Gué Pequeno dei Club Dogo, Rayden degli OneMic, Kiave, Weedo WonkA e molti altri.
La presentazione dell'album è stata fatta sul programma Rapture su AllMusic.

## Tracce
1. The Dublinerz Anthem
2. Lealtà
3. Low Cost skit
4. Low Cost Raiders
5. Sappiamo bene
6. Aria pura (feat. DJ Ronin)
7. Abli dubli
8. Bisanzio skit
9. Top Kapi
10. Tutti quanti!
11. Russian skit
12. Top Secret
13. I Don't Care (feat. DJ Double S)
14. Lealtà (original)
15. Tutti quanti! RMX (feat. Rido, Ape, Zampa, Kaso & Maxi B, Meddaman, Jack the Smoker, Asher Kuno, Bat One, Mistaman, Mastino, Polare, Michel, Dafa, Davo, Rula, Babaman, Kiave, Rayden, Amir, Ghemon, Weedo WonkA, Gué Pequeno & Don Joe)